# 後鞭毛生物
後鞭毛生物（學名：Opisthokonta）是真核生物的一個范围广泛的主要類群，包括動物和真菌界，以及原生生物的領鞭毛蟲門和Mesomycetozoa。基因和超結構的研究都強烈地支持後鞭毛生物會形成一個單系群演化支，意味著目前所有動物和真菌在遠古時代都有着共同的祖先。

## 鞭毛
後鞭毛生物共同的特徵在於其鞭毛細胞，如大多數動物的精子和壺菌門的孢子，都有單一個位於後側的鞭毛在推動它們。這也是此一類群名稱的由來。相對地，其他真核生物的鞭毛細胞是由一個或更多個位於前側的鞭毛包推動的。

## 历史
動物和真菌之間親近的關係是湯瑪斯·卡弗利爾-史密斯於1987年首先提出來的，並在之後的基因研究中得到了證實。早期的種系發生學將真菌放在植物和其他有平滑脊粒線體的類群附近，但其地位是變動的。湯瑪斯·卡弗利爾-史密斯和施特希曼主張單鞭毛真核生物如後鞭毛生物和變形蟲門一起組成了稱之為單鞭毛生物的類群，而和其他雙鞭毛真核生物（稱之為雙鞭毛生物）相區隔。

## 系统分类
- 菌物总界 Holomycota
  - 真菌界
    - 包括 壶菌门 (先前被认为是原生生物)
    - 包括 微孢子虫 (先前被认为是原生生物)
    - 包括 透明针形藻属 Hyaloraphidium (先前被认为是绿藻，现在被归类为壶菌)
    - 不包括卵菌纲 (水霉)(现在被归类为不等鞭毛生物)
    - 不包括網粘菌綱 (现在被归类为不等鞭毛生物)
    - 不包括粘菌纲 (现在被归类为变形虫)

  - 罗兹壶菌目 Rozellida
  - 泉生虫目 Fonticulida
  - 核形虫目 Nucleariida
- 动物总界 Holozoa
  - Mesomycetozoea
    - 肤胞虫目 Dermocystida
    - 鱼孢霉目 Ichthyophonida
    - 外毛菌目 Eccrinales
    - 变形毛菌目 Amoebidiales
    - 珊瑚壶菌属 Corallochytrium

  - 蜷丝生物 Filozoa
    - 蜷丝球虫纲 Filasterea
      - 快孢子虫目 Capsasporida
      - 小球虫目 Ministeriida

    - 領鞭毛蟲門 Choanoflagellata
    - 动物界 Animalia
      - 包括 黏体动物 (Myxozoa) (先前被认为是原生生物)

## 另見
- 單鞭毛生物和雙鞭毛生物
- 領鞭毛蟲門